# Trường Cao đẳng nghề LILAMA-1
Trường Cao đẳng nghề LILAMA-1 là trường cao đẳng phát triển từ trường Công nhân kỹ thuật lắp máy Ninh Bình, được thành lập theo Quyết định số 51/BXD-TCCB ngày 9/3/1977 của Bộ trưởng Bộ Xây dựng.

## Quá trình hình thành
- Các mốc thời gian

- Tháng 3/1977 thành lập Trường CNKT lắp máy Ninh Bình theo Quyết định số 51/BXD-TCCB của Bộ trưởng Bộ Xây dựng.
- Tháng 10/1991 đổi tên là trường CNKT lắp máy số I.
- Tháng 10/2004 đổi tên trường thành Trường Kĩ thuật và Công nghệ LILAMA-1
- Năm 2006, Trường được nâng cấp thành Trường Cao đẳng nghề LILAMA-1 theo Quyết định số 1986/QĐ-BLĐTBXH ngay 29-12-2006 của Bộ trưởng Bộ lao động Thương binh và Xã Hội.
Trường được Bộ Xây dựng phân hạng Trường loại 1 tháng 10/2004. Đặt dưới sự quản lý trực tiếp của Tổng Công ty lắp máy Việt Nam - Bộ Xây dựng, chịu sự quản lý của nhà nước thống nhất về dạy nghề của Tổng cục dạy nghề Bộ lao động Thương Binh và Xã hội. Trên địa bàn lãnh thổ trường chịu sự quản lý của nhà nước và có trách nhiệm chấp hành những quy định hành chính, các nghĩa vụ công dân đối với HĐND, UBND các cấp theo quy định của pháp luật.
- Trường có 2 cơ sở đào tạo:

1. Cơ sở I (Trụ sở chính) tại Đường Lê Hồng Phong - Phường Đông Thành - Thành phố Hoa Lư – Tỉnh Ninh Bình, có diện tích đất đai sử dụng là 20.000m 2.
2. Cơ sở II: Phường Ba Đình - TX Bỉm Sơn - Tỉnh Thanh Hóa, có diện tích đất đai sử dụng là 50.000m 2.

## Các lĩnh vực đào tạo
- Chức năng nhiệm vụ:

- Đào tạo nghề theo 03 cấp trình độ: Cao đẳng nghề, Trung cấp nghề và Sơ cấp nghề theo Quy định.
- Bồi dưỡng nâng cao trình độ kỹ năng nghề cho người lao động theo yêu cầu của cơ sở sản xuất, kinh doanh dịch vụ và người lao động.
- Giáo dục định hướng cho người đi lao động hợp tác ở nước ngoài
- Nghiên cứu ứng dụng kỹ thuật – công nghệ nâng cao chất lượng, hiệu quả đào tạo; Tổ chức sản xuất, kinh doanh dịch vụ theo quy định của Pháp luật.
- Liên kết đào tạo với các trường Đại học
- Quy mô đào tạo:

Quy mô đào tạo năm đến năm 2010 của nhà trường đạt từ 7000 – 8000 học sinh, sinh viên/năm. 
1. Hệ Cao đẳng nghề (10 nghề): Lắp đặt thiết bị cơ khí, Hàn - Kỹ thuật Lắp đặt thiết bị Điện và điều khiển - Chế tạo thiết bị và kết cấu thép. - Kỹ thuật Lắp đặt ống công nghệ - Sửa chữa thiết bị Điện - Vận hành thiết bị sản xuất xi măng - Vận hành nhà máy nhiệt điện - Bảo vệ môi trường - Tin học
2. Hệ trung cấp nghề (18 nghề): Lắp đặt thiết bị cơ khí, Hàn - Kỹ thuật Lắp đặt thiết bị Điện và điều khiển - Chế tạo thiết bị kết cấu thép - Kỹ thuật Lắp đặt ống công nghệ - Sửa chữa thiết bị Điện - Vận hành máy trục - Vận hành thiết bị xi măng - Sửa chữa cơ khí - Cắt gọt kim loại - Nâng chuyển thiết bị - Vận hành và sửa chữa máy nổ - Vận hành máy ủi - Vận hành nhà máy nhiệt điện - Vận hành máy xúc, đào - Bảo vệ môi trường - Tin học ứng dụng - Điện lạnh
3. Sơ cấp nghề (10 nghề): - Hàn điện, hàn cắt khí - Sửa chữa điện dân dụng - Lắp đặt ống dân dụng - Vận hành cổng trục, cầu trục - Lái xe ô tô các loại - Điện lạnh - Sơn công nghệ và xử lý bề mặt - Lái xe mô tô A2 - Nâng chuyển thiết bị - Tin học
4. Hiện tại trường đang liên kết đào tạo:

- Đại học kỹ thuật (Hệ tại chức 05)
- Cao đẳng kỹ thuật (Hệ chính quy 03 năm)

## Thành tích
Nhà trường qua 30 năm hoạt động và phát triển đã đào tạo gần 10000 công nhân kỹ thuật bậc 2/7, 3/7; gần 1000 thợ bậc cao, cán bộ quản lý dự án, cán bộ tổ đội sản xuất cho tổng Công ty lắp máy Việt Nam, cho Bộ Xây dựng và các ngành kinh tế quốc dân khác. Những người thợ này đã có mặt tham gia thi công hầu hết các công trình của Tổng Công ty lắp máy Việt Nam và của các đơn vị khác trong Bộ Xây dựng, nhiều người thợ đã tiếp tục học tiếp phấn đấu trở thành kĩ sư, cán bộ quản lý, cán bộ lãnh đạo trong các doanh nghiệp. Thương hiệu của trường đã được xác lập, uy tín về đào tạo của trường đã được các cấp, các ngành và đông đảo thanh niên biết đến như một địa chỉ tin cậy.
- Với những đóng góp cho Tổng công ty Lắp máy Việt Nam, ngành xây dựng và công cuộc xây dựng và bảo vệ tổ quốc, Trường đã được tặng nhiều danh hiệu và phần thưởng:
- Huân chương lao động Hạng nhất (2007)
- Huân chương lao động Hạng nhì (2002)
- Huân chương lao động Hạng ba (1998) cho tập thể nhà trường và nhiều danh hiệu cao quý khác

Thành tích đào tạo: 
- Trường có trên 15 giáo viên đạt danh hiệu giáo viên dạy giỏi toàn quốc;
- Nhiều giáo viên đạt giải nhất, nhì, ba tại Hội giảng giáo viên dạy giỏi cấp Tỉnh, Bộ, Ngành.
- Trường 3 lần có tham gia Hội thi thợ trẻ ASEAN IV, ASEAN V, ASEAN VI. Học sinh của trường đã đạt 01 Huy chương vàng nghề Lắp đặt thiết bị ống, 01 Huy chương đồng nghề Hàn và 01 chứng chỉ đặc biệt xuất sắc nghề Lắp đặt thiết bị ống.